# Janiralata tricornis
Janiralata tricornis là một loài chân đều trong họ Janiridae. Loài này được Krøyer miêu tả khoa học năm 1847.